# Raúl Trejo Delarbre
Raúl Trejo Delarbre (Ciudad de México, 3 de julio de 1953) es un académico, periodista y escritor mexicano. Es investigador adscrito al Instituto de Investigaciones Sociales (Universidad Nacional Autónoma de México) desde 1974. Obtuvo el Premio Nacional de Periodismo en el año 1994. Es conocido por su perfil como especialista en medios de comunicación e Internet y teórico de la relación entre prensa y Estado en México, por la publicación de libros como Televisa, el quinto poder (1985), Mediocracia sin mediaciones (2001), Poderes salvajes (2005), Simpatía por el rating (2010) y Alegato por la deliberación pública (2015).

## Biografía
Es profesor en la Facultad de Ciencias Políticas y Sociales de la UNAM y miembro del Sistema Nacional de Investigadores. A lo largo de su carrera ha colaborado en distintos medios como El Universal, La Jornada, La Crónica de Hoy y la revista Nexos, entre otros.
Se le considera, junto con Alejandro Piscitelli, uno de los pioneros de los estudios de Internet en América Latina a partir de la publicación de su libro La nueva alfombra mágica: usos y mitos de Internet, la red de redes en 1996.

## Distinciones
- Premio Nacional de Periodismo (1994)[2]
- Premio Fundesco de Ensayo (1995)[12]
- Medalla al Mérito Universitario por la UNAM (2009)